# 红旗-16中程防空导弹
红旗-16中程防空导弹（HQ-16）是中华人民共和国研发的一种防空导弹武器，主要用于拦截战术飞行器、反舰导弹、巡航导弹和无人机等目标，是一种同时被海军和陆军采用的防空导弹，包括海军舰载版和陆军车载版。红旗-16导弹填补了红旗-7近程防空导弹和红旗-9中远程防空导弹之间的空白。
红旗-16的出口型号为猎鹰-80（LY-80）。

## 历史

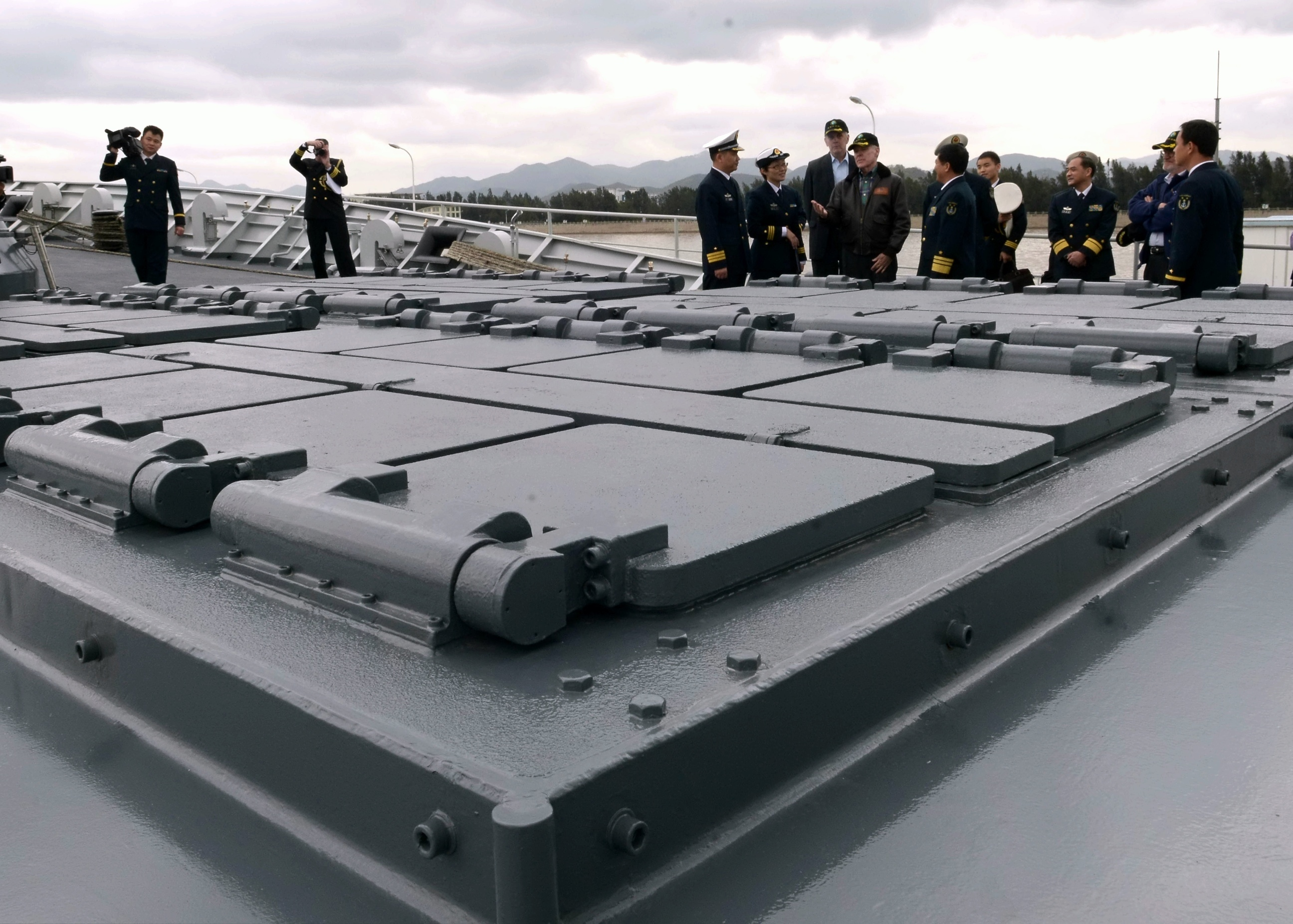
054A型护卫舰上的红旗-16导弹垂直存储/发射单元

红旗-16导弹的研发始于1999年，弹体整体气动布局及系统布局发展参考了美国标准防空导弹，在制导方式借鉴了苏联施基利导弹，施基利导弹是山毛榉导弹的海基版本，现代级导弹驱逐舰和052B型导弹驱逐舰等均有配备。
红旗-16防空导弹在设计之初，就兼顾海陆通用，红旗-16第一个型号是为了054A型护卫舰垂直发射系统配套研制的，海军舰载版红旗-16于2008年进行定型试验，装备中国海军大中型驱护舰。随后发展出陆军车载型号红旗-16A野战防空导弹系统，大约在2005年正式研制，2011年左右作为集团军一级的防空武器装备陆军防空旅。出口版LY-80在2011年珠海航展上展出。
在红旗-16A基础上推出了红旗-16B，2016年首次公开。

## 概况

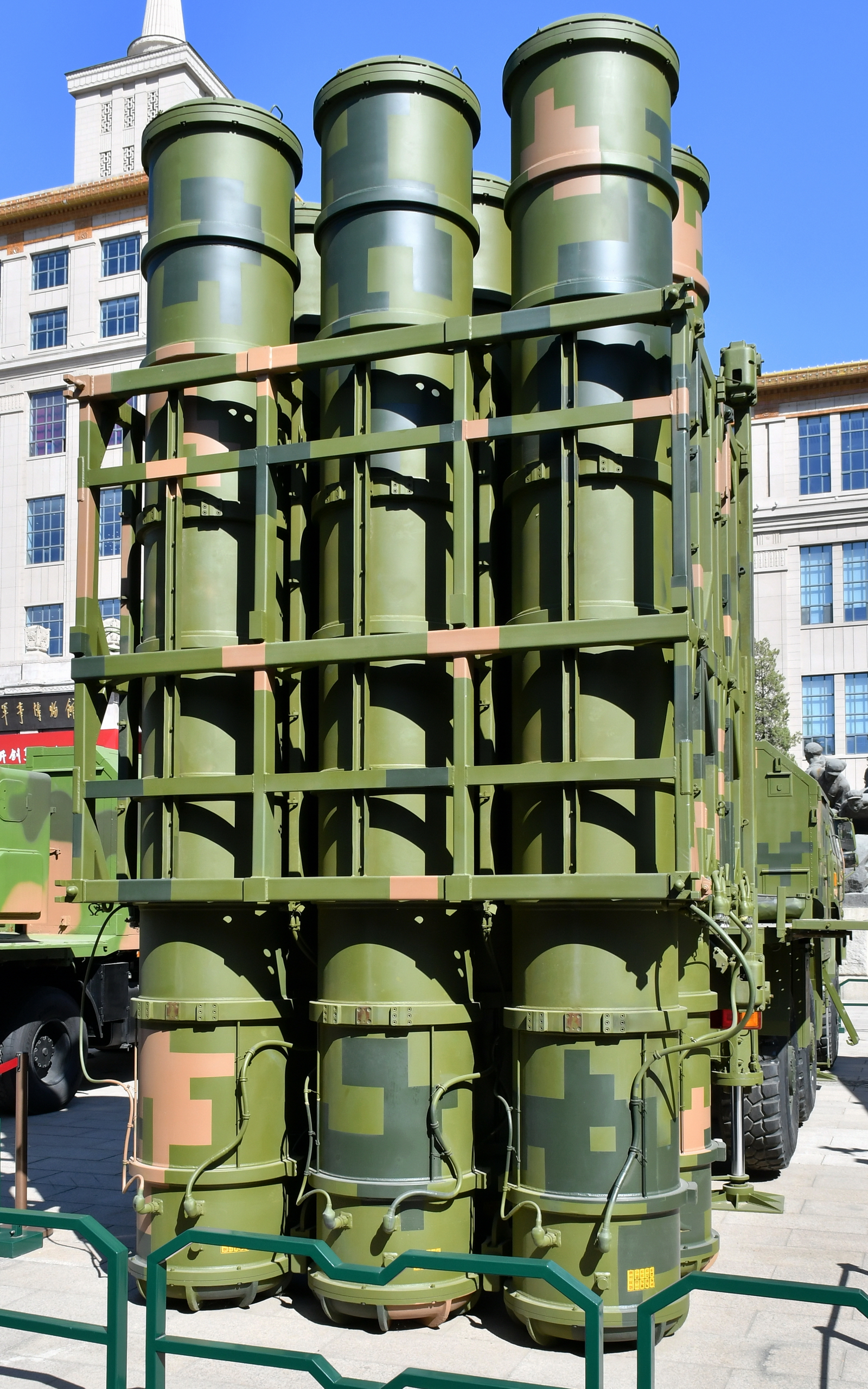
红旗-16A陆基版6联装发射筒

红旗-16导弹的前端是导引头，接着是战斗部，后面是动力段，导弹弹体采用大弦长边条翼气动布局，带同步式燃气舵的气动舵面。红旗-16具备多目标攻击能力，多次海军演习中验证了可以有效对抗掠海飞行的反舰导弹；红旗-16A作为陆军部队野战伴随防空武器，机动性较高，由行军状态转入开火状态时间是12分钟。
红旗-16导弹使用垂直发射技术。海基版采用H/AKJ-16型垂直发射系统，导弹置于垂直存储/发射单元中，适配国家军用标准GJB 5860-2006（水面舰艇导弹通用化垂直发射装置通用要求），八单元组成一组标准模块。舰载版红旗-16采用热发射方式。
陆基版采用泰安TA5350系列6×6的轮式越野车底盘，每辆车装有6联装发射筒。陆基的红旗16A采用冷发射方式。红旗-16A野战防空导弹系统是以营为一个基本火力单元，主要构成：一辆营指挥车、一辆目标搜索雷达车、三辆跟踪制导雷达车、12辆导弹发射车、12辆导弹运输装填车。
红旗-16舰空导弹与施基利舰空导弹相比，它的射程接近40公里，改进型红旗-16B射程达到70公里，几乎是后者的两倍，并且红旗-16采用了垂直发射系统，它的垂直发射系统还是通用垂直发射系统，不但可以发射舰空导弹，还能发射反潜导弹，由于实现了垂直发射，红旗-16可以全向攻击目标，发射速度快，抗击饱和攻击能力大为增强，不象施基利导弹那样还要旋转发射架对准目标才能进行拦截，另外系统占据甲板面小，没有外露设备，可以提高载舰隐身能力，更符合现代水面舰艇发展趋势，从而成为中国海军新世纪主力中近程舰空导弹。

### 红旗-16B
红旗-16A的增程版本。红旗-16B改用双模导引，采用单室双推力发动机，射程提高到70千米左右，外观上显示导弹弹体加长，弹翼位置有所变化，增加动力段推测推进剂装药量有所增加。 。

### 红旗-16D
紅旗16型中程防空導彈的重大改良型，用上無彈翼（只餘尾翼）的彈身，儲存更為緊湊，估計一發射車可搭載12枚甚至更多。

### 红旗-16FE
2022年珠海航展上展出，雷達探測距離推高到250公里，杀伤远界提高到160公里，採用捷联自主初制导+修正指令中制导+间断照射半主动/主动双模击达寻的末端制导，最大机动可过载35G。主要构成：1辆目标搜索雷达车、4辆跟踪制导雷达车。

## 用户
- 中国
  - 中国人民解放军陆军[5]
  - 中国人民解放军海军
- 巴基斯坦